# Eddy Terstall
Eddy Terstall (Amsterdam, 20 april 1964) is een Nederlands filmregisseur en scenarioschrijver.

## Loopbaan
Terstall studeerde sociologie en politicologie aan de Universiteit van Amsterdam, maar rondde beide studies niet af. In 1992 debuteerde hij met de film Transit. Terstall schrijft de scenario's voor zijn films zelf. Typische Terstall-acteurs zijn onder meer Marc van Uchelen, Nadja Hüpscher en Rifka Lodeizen, die in meerdere van zijn films spelen. Terstall over zijn bedoelingen: Mijn films zijn niet uitgesproken politiek, maar hebben iets stiekem pamfletterigs. Ik wil laten zien dat het homohuwelijk, euthanasie en het drugsbeleid hier vanzelfsprekend zijn.
Tussen 2004 en 2008 bracht hij een drieluik uit over de thema's dood, seksualiteit en de rechtsstaat. Simon (2004) was de eerste film uit dat drieluik. Het tweede deel, SEXtet, kwam in september 2007 uit en het derde deel, Vox populi verscheen in september 2008.
In 2010 werd er huidkanker bij hem vastgesteld. De episode heeft hij beschreven in zijn autobiografische boek Ik loop of ik vlieg.

## Politiek
Vanaf 2004 zinspeelt Terstall erop dat hij zijn filmcarrière zal beëindigen om zich te wijden aan de politiek. Voor de Tweede Kamerverkiezingen die oorspronkelijk gepland waren in 2007 was er sprake van dat hij zich kandidaat zou stellen voor de PvdA. Nadat deze verkiezingen door de val van het kabinet-Balkenende II werden vervroegd van mei 2007 naar 22 november 2006 liet Terstall weten er nog geen tijd voor te hebben.
In 2007 bleek dat Terstall wel veelvuldig contact onderhield met onder meer het PvdA-Kamerlid Mei Li Vos en het ex-Kamerlid Aleid Wolfsen. Vos speelde in 2008 in de film Vox populi van Terstall de rol van Linda. Op instigatie van Vos en Wolfsen praatte Terstall in mei 2007 met het jonge partijlid Ehsan Jami, die in de weken daarvoor de media had gehaald met de oprichting van het Centraal Comité voor Ex-moslims. Toen dit in de media werd uitgelegd als een poging om de kritische toon van Jami over de islam te matigen, verklaarde Terstall juist voorstander zijn van een openlijk debat over de islam en afvalligen. In 2012 maakte Terstall een kort toneelstuk over de moord op zijn collega Theo van Gogh.
Voor de Europese Parlementsverkiezingen 2014 stond Terstall op de lijst van de Partij voor de Dieren.
In mei 2018 schreef Terstall samen met Asis Aynan, Femke Lakerveld en Keklik Yücel een manifest dat in de Volkskrant gepubliceerd werd, waarin de politiek opgeroepen werd om trouw te blijven aan vrijzinnige en seculiere wortels. Het manifest vormt het startsein van een politieke beweging genaamd 'Vrij Links' waar Terstall en de andere auteurs sinds de publicatie voor actief zijn.

## Trivia
- Terstall was de slimste BN'er bij het spelprogramma de Nationale IQ-test 2013, met een 'IQ' van 125.
- In 2015 werd Terstall lid van de filmjury voor ShortCutz Amsterdam[4], een jaarlijks filmfestival voor het bevorderen van korte films in Amsterdam.
- Terstall is familie van voetballer Johan Cruijff; Cruijff was een achterneef van Terstalls moeder[5].

## Filmografie
- Transit (1992)
- Walhalla (1995)
- HUFTERS & Hofdames (1996)
- Babylon (1998)
- De boekverfilming (1999)
- Rent a Friend (2000)
- Simon (2004)
- Flirt (2005)
- Mannenharem (2007)
- SEXtet (2007)
- Vox populi (2008)
- Bollywood Hero (2009)
- DEAL (2012)
- Meet Me in Venice (2015)
- Alberta (2017)

## Theater
- De dood van Theo van Gogh (2011)